# Jabloň
Jabloň (Malus) je rod opadavých listnatých stromů z čeledi růžovitých, patří mezi jádroviny. Přirozeně se vyskytuje v Eurasii a Severní Americe, nejvíce druhů roste na východě Asie. Stromy se běžně dožívají 60–80 let i nad 100 let a dorůstají výšky až 15 metrů v závislosti na druhu, odrůdě a podmínkách. Jabloň je v nejpěstovanější ovocnou dřevinou mírného pásu, bylo vyšlechtěno více než 10 000 kultivarů a odrůd, známé jsou např. Jonathan, Ontario, Golden Delicious, Spartan. Jabloně pěstované pro široce využitelné plody zvané jablka jsou označovány jako taxonomický druh jabloň domácí (Malus domestica), na křížení současných odrůd se ovšem podílelo více druhů rodu jabloň. Pěstuje se též řada okrasných kultivarů. Krom toho je to včelaři ceněná nektarodárná a pylodárná dřevina, poskytující ve větších sadech i druhové medy.

## Rozšíření a ekologie

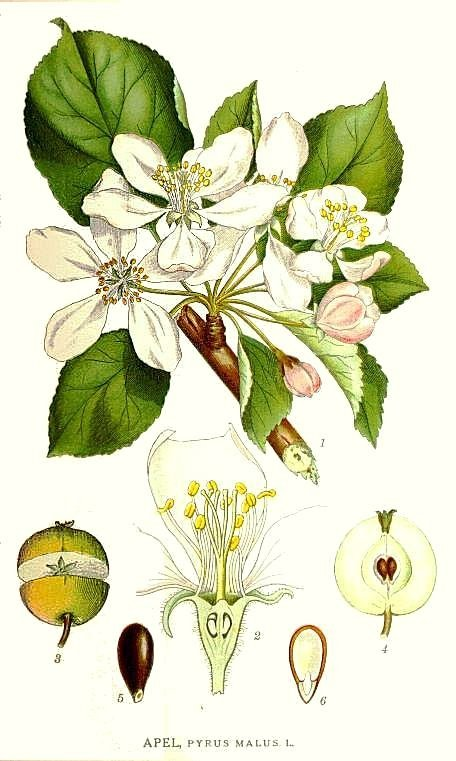
Botanická ilustrace jabloně domácí

Jabloně se přirozeně vyskytují v mírném pásu severní polokoule, a to především v Eurasii, několik druhů též v Severní Americe. Na jižní polokouli jsou pouze pěstovány. Nejvíce druhů (25, z toho 15 endemických) roste v Číně. Jednotlivé druhy obvykle vyrůstají na otevřených prostranstvích, v křovinách, světlých lesích a na jejich okrajích, též kolem vodních toků a cest, a to prakticky od nížin do hor; svědčí jim dostatek slunečního světla a hlubší, čerstvě vlhké a dobře propustné půdy. V české přírodě se jako původní druh nehojně vyskytuje jabloň lesní (Malus sylvestris), která se na mnoha svých stanovištích kříží se zplanělými jedinci jabloně domácí a je považována za ohrožený druh. Příležitostně zde zplaňují také některé pěstované okrasné druhy, například jabloň hnědá (Malus fusca).

## Popis
Jabloně jsou opadavé stromy nebo keře, obvykle s mohutným kořenovým systémem založeným na silném kůlovém kořeni a široce větvených postranních kořenech, které až o polovinu přesahují obvod koruny. Kůra je v mládí hnědá až hnědočervená, ve stáří tvoří našedlou borku odlupující se v šupinách. Postranní větévky (brachyblasty) jsou u některých druhů v mládí zakončeny ostrými kolci. Listy jsou jednoduché, střídavé, obvykle celistvé, u některých druhů ale i peřenolaločnaté až peřenoklané, na bázi řapíku s opadavými čárkovitými palisty.

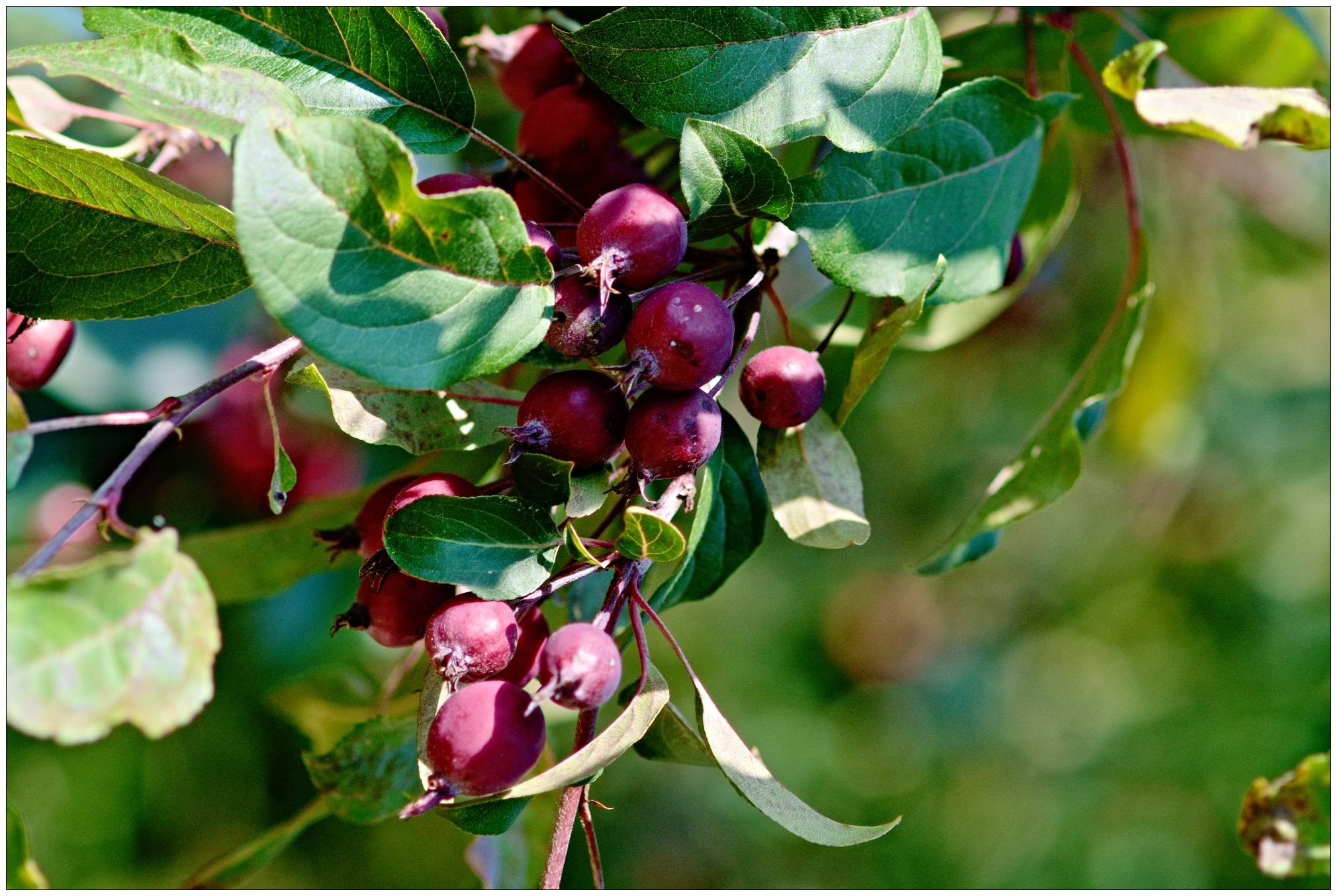
Jabloň Moerlansova na zámku Velké Březno

Květy jabloně jsou uspořádány v chudých chocholících, jsou pětičetné, oboupohlavné, s kalichem, který vytváří češuli, a narůžovělými, bílými nebo červenými korunními plátky. U některých druhů výrazně voní. Opylovány jsou hmyzem, kterému nabízejí hojnost výživného pylu a dobře cukernatého nektaru. Jabloně jsou cizosprašné stromy, s čímž je třeba počítat při pěstování. Je převážně diploidní se základním chromozomovým číslem x=17, pěstované odrůdy jsou obvykle polyploidi.
Plodem je jablko – malvice různého tvaru (kulovitého, zploštělého, vejčitého, hruškovitého), velikosti a barvy (zelené, žluté, červené, oranžové či purpurové), s asi 5–12 semeny v jádřinci, dozrávající v přírodních podmínkách v období srpna až září. Jeho dužina je obvykle bez sklereid. U některých druhů jsou na horní části jablka zachovalé zbytky kališních lístků, u jiných nikoli. Ve zralosti zpravidla opadávají, zejména u drobnoplodých druhů ale zůstávají na stromě i dlouho do zimy.

## Systematika a taxonomie

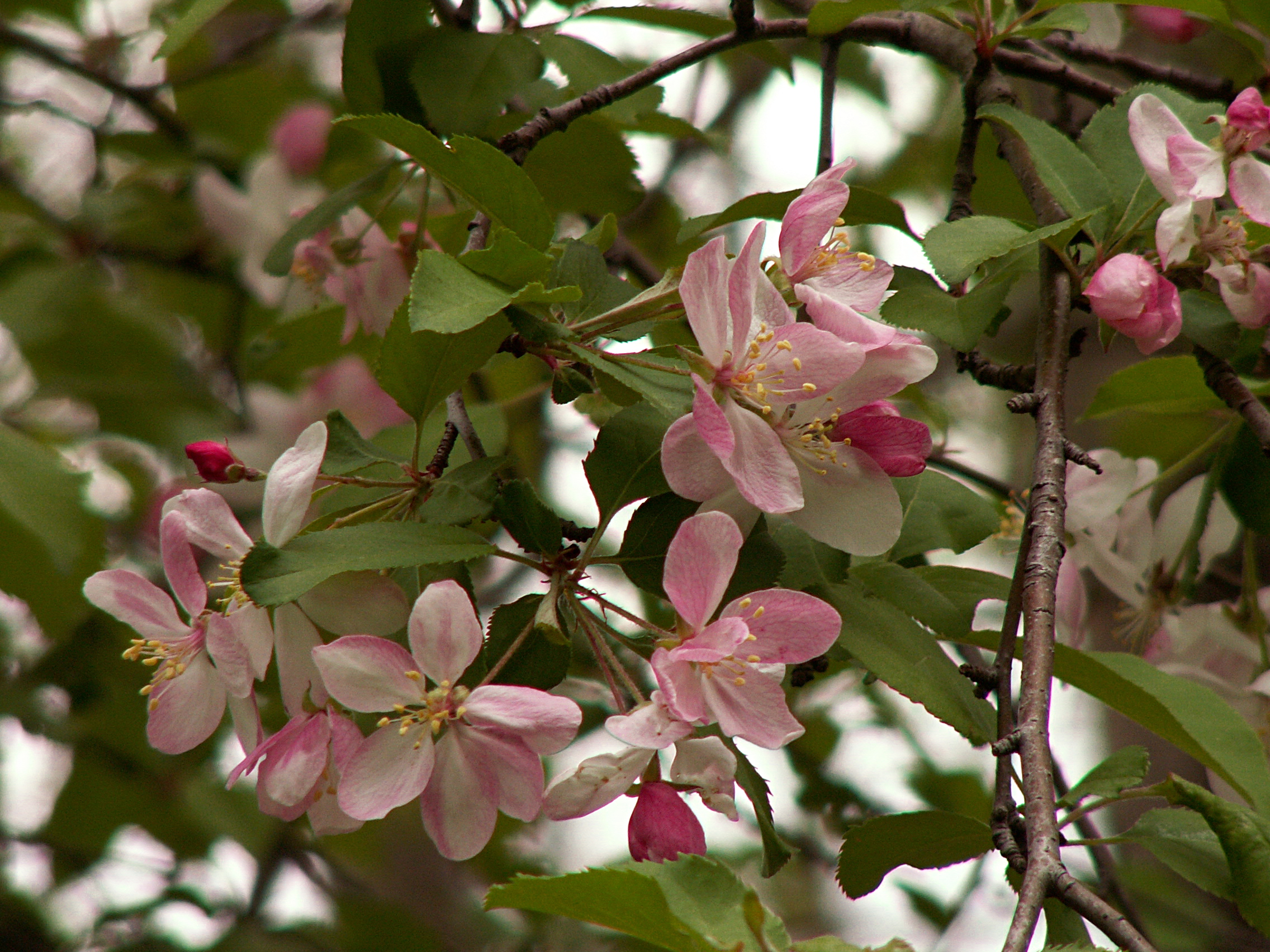
Jabloň korunná (Malus coronaria)

Rod Malus patří v rámci čeledi růžovitých do podčeledi Spiraeoideae, tribu Maleae (dříve Pyreae) a subtribu Malinae (dříve Pyrinae). Ve starých systémech byl řazen do nyní již zrušené čeledi jabloňovité. Systematika celé skupiny je problematická a nepřehledná vzhledem k časté i mezirodové hybridizaci. Rod v aktuálním pojetí zahrnuje přibližně 35 druhů, členěných do 6–8 sekcí; některé byly přesunuty do samostatných rodů (viz níže), s nimiž nicméně tvoří monofyletický klad. Krom čistých druhů je známo též množství kříženců, a to nejen mezidruhových, ale též mezirodových, a to i vícenásobných, např. s jeřábem, hrušní či kdoulí.
Sekce Chloromeles: východní polovina Severní Ameriky
- Jabloň úzkolistá (Malus angustifolia)
- Jabloň korunná (Malus coronaria)
- Jabloň zelenoplodá (Malus ioensis)

Sekce Docyniopsis: východní Asie

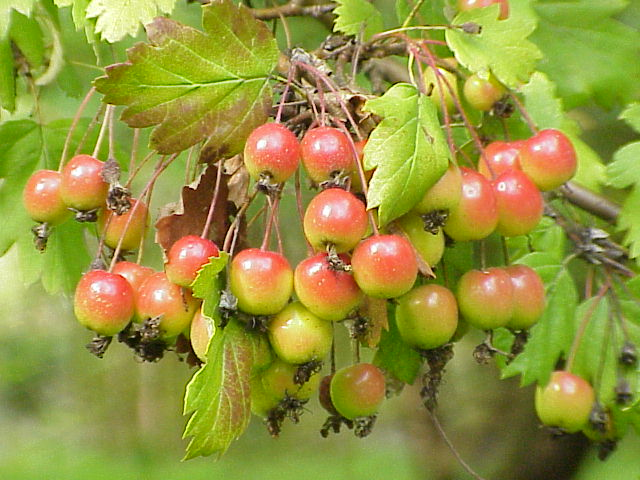
Jabloň florentská

- Jabloň Tschonoskova (Malus tschonoskii) – aktuálně považována za samostatný rod Macromeles[9]

Sekce Eriolobus: jediný druh Malus trilobata, Malá Asie, Přední východ a jihovýchod Balkánu
Sekce Florentinae: jediný druh jabloň florentská (Malus florentina), Itálie a Balkán; spolu s předchozím druhem nově vydělovány do samostatného rodu Eriolobus
Sekce Gymnomeles: východní Asie, Himálaj
- Jabloň drobnoplodá (Malus baccata) se používá ke šlechtění a jako okrasný strom
- Jabloň Hallova (Mallus halliana)
- Jabloň hupejská (Malus hupehensis)
- Jabloň mandžuská (Malus mandshuruca)
- Jabloň sikkimská (Malus sikkimensis)

Sekce Malus: většina Eurasie

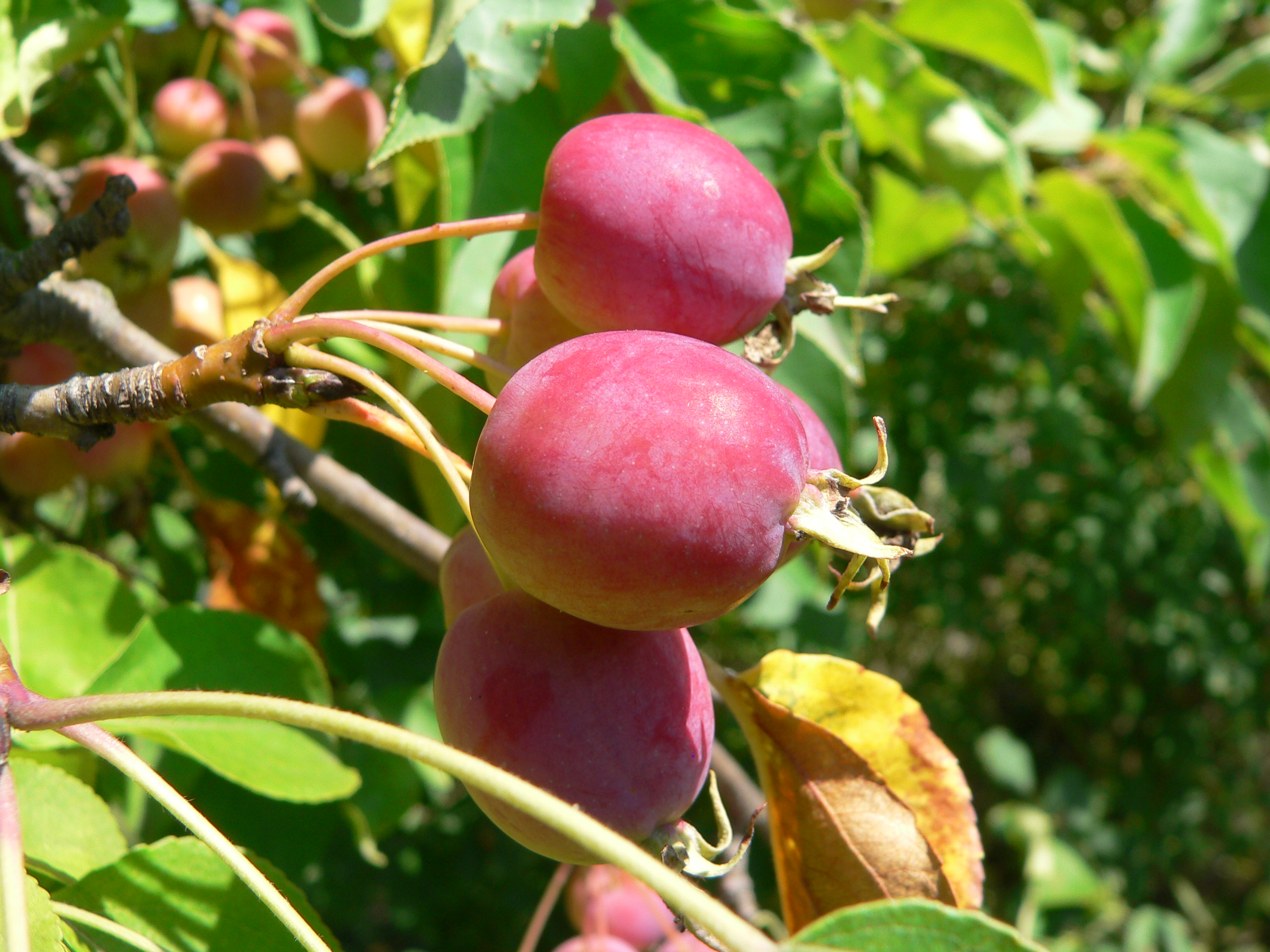
Jabloň třešňolistá

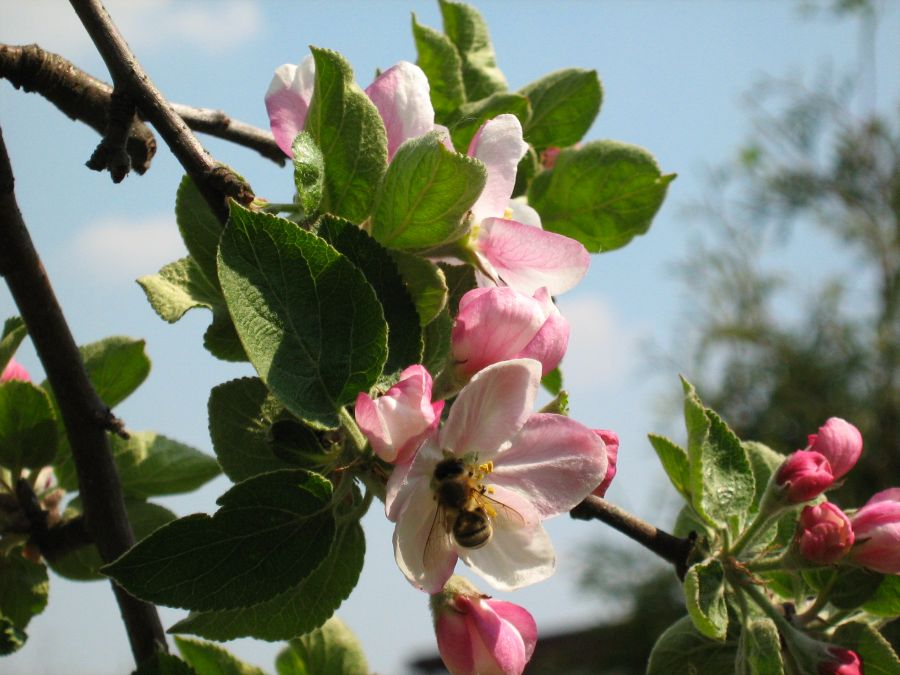
Jabloň východní

- Jabloň lesní (Malus sylvestris) se nachází v Evropě až po Ural. Typový druh rodu.[11]
- Jabloň domácí (Malus ×domestica) je vícedruhový kříženec, který dal vzniknout kulturním odrůdám.
- Jabloň nízká (Malus pumila) má původ v Zakavkazsku. Je to velmi významný druh pro šlechtění podnoží.
- Jabloň Sieversova (Malus sieversii) pochází ze Střední Asie a slouží k šlechtění. Je to opadavý strom dorůstající do výšky 5–12 m, vzhledem velmi podobný kulturním jabloním. Jeho plod je největším ze všech přírodních druhů rodu Malus, až 7 cm v průměru.
- Jabloň mnohokvětá (Malus floribunda) – východní Asie
- Jabloň východní (Malus orientalis) – Kavkaz a okolí
- Jabloň třešňolistá (Malus prunifolia) – Čína
- Jabloň vznešená (Malus spectabilis) – Čína

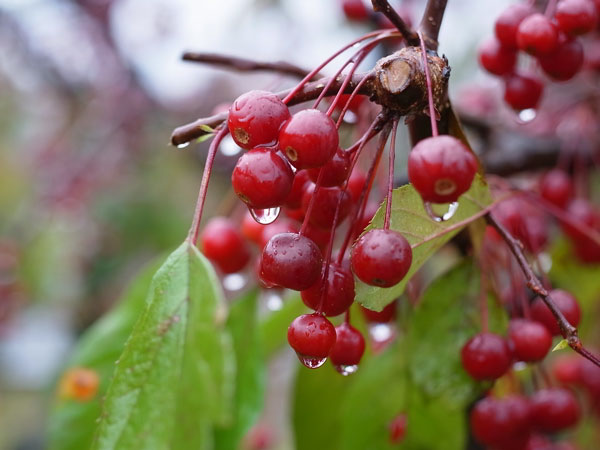
Jabloň Sieboldova

Sekce Sorbomalus: východní Asie, severozápad Severní Ameriky
- Jabloň hnědá (Malus fusca) – pacifické pobřeží Ameriky od Aljašky po Kalifornii
- Jabloň kansuská (Malus kansuensis)
- Jabloň Sargentova (Malus sargentii)
- Jabloň laločnatá (Malus toringoides, syn. Malus sieboldii)

Sekce Yunnanenses: Čína, Myanmar
- Jabloň Prattova (Malus prattii)
- Jabloň jünnanská (Malus yuannensis)

Významnější kříženci:
- Jabloň skvělá (Malus ×gloriosa)
- Jabloň purpurová (Malus ×purpurea)
- Jabloň Zumova (Malus ×zumi)

(České názvy dle stránek BioLib.cz, pouze vybrané druhy).

## Význam

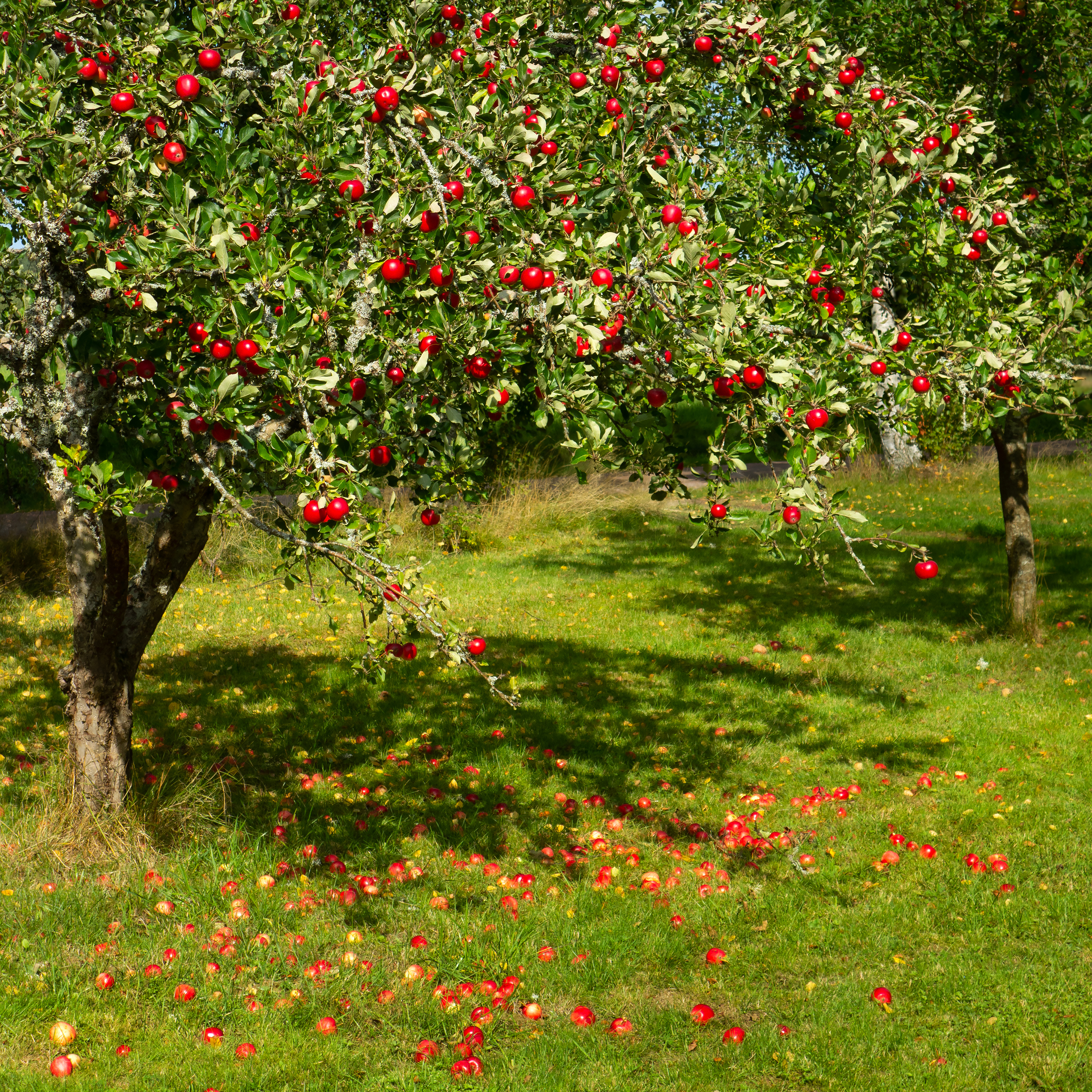
Vysokokmenná jabloň v sadu na podzim

### Jablka
Jablka jsou nejběžnější a nejčastěji pěstované ovoce mírného pásu. Obsahují vitamíny C, A i B,  řadu minerálních látek, ovocných kyselin a antioxidantů a množství vlákniny. Pěstují se jak pro přímou konzumaci, tak pro další zpracovaní, které zahrnuje výrobu pyré, kompotů, moštů, džusů, kvašení cideru, jablečného octa nebo pálení destilátů jablkovice či calvadosu, sušení na křížaly a další. Oblíbeným dezertem v českých zemích je jablečný závin. Méně kvalitní plody lze též zkrmovat hospodářskými zvířaty.
Ovocné odrůdy jabloní lze dělit podle více kritérií, například podle použití, způsobu růstu nebo podle pomologických znaků či podle doby zrání. U letních odrůd sklizeň probíhá zhruba do 15. srpna, tyto odrůdy mají krátkou dobu skladovatelnosti (příklad: Průsvitné letní). Podzimní odrůdy se sklízí zhruba do 20. září, skladovatelnost je přibližně 2–8 týdnů (příklad: Coxova reneta). Raně zimní odrůdy se sklízí do konce září, pozdně zimní odrůdy ještě později, jejich skladovatelnost je dlouhá, až 12–24 týdnů (příklad: Golden Delicious, Jeptiška).

### Jabloňové dřevo

Jabloň coby mluvící znamení ve znaku města Jablonce nad Nisou

Jabloňové dřevo má vysokou hustotu, je tedy těžké, tvrdé a houževnaté. Dobře se opracovává i soustruží, ale špatně štípe. Je poměrně málo trvanlivé. Běl je narůžovělá, jádro má tmavě hnědou barvu, napařováním získává načervenalý odstín. Je vhodné na výrobu dekorativních a užitných předmětů (tácy, misky, rukojeti), k dřevěným šperkům, intarziím i drobnějším kusům nábytku. Jako u jiných ovocných dřevin je pro dobrou výhřevnost a jemnou vůni vhodným topivem při uzení.

### Kulturní význam
Jabloně a jablka doprovází člověka od počátku historie. Jako jabloň bývá zobrazován, například na obrazech Lucase Cranacha staršího, biblický Strom poznání v rajské zahradě, ze kterého Adam a Eva ochutnali zakázané ovoce. V bibli se ovšem o onom stromě a jeho plodu nepíše nic bližšího. V řecké mytologii hlídaly jabloň se zlatými jablky Hesperidky, ale neuhlídaly před bohyní sváru Eris, která z plodu učinila jablko sváru, který posléze vedl k trojské válce. Krom toho je známým ikonografickým symbolem. V heraldice je jabloň ochranným stromem, bývala sázena u chalup mimo jiné jako ochrana před bleskem.

## Pěstování jabloní

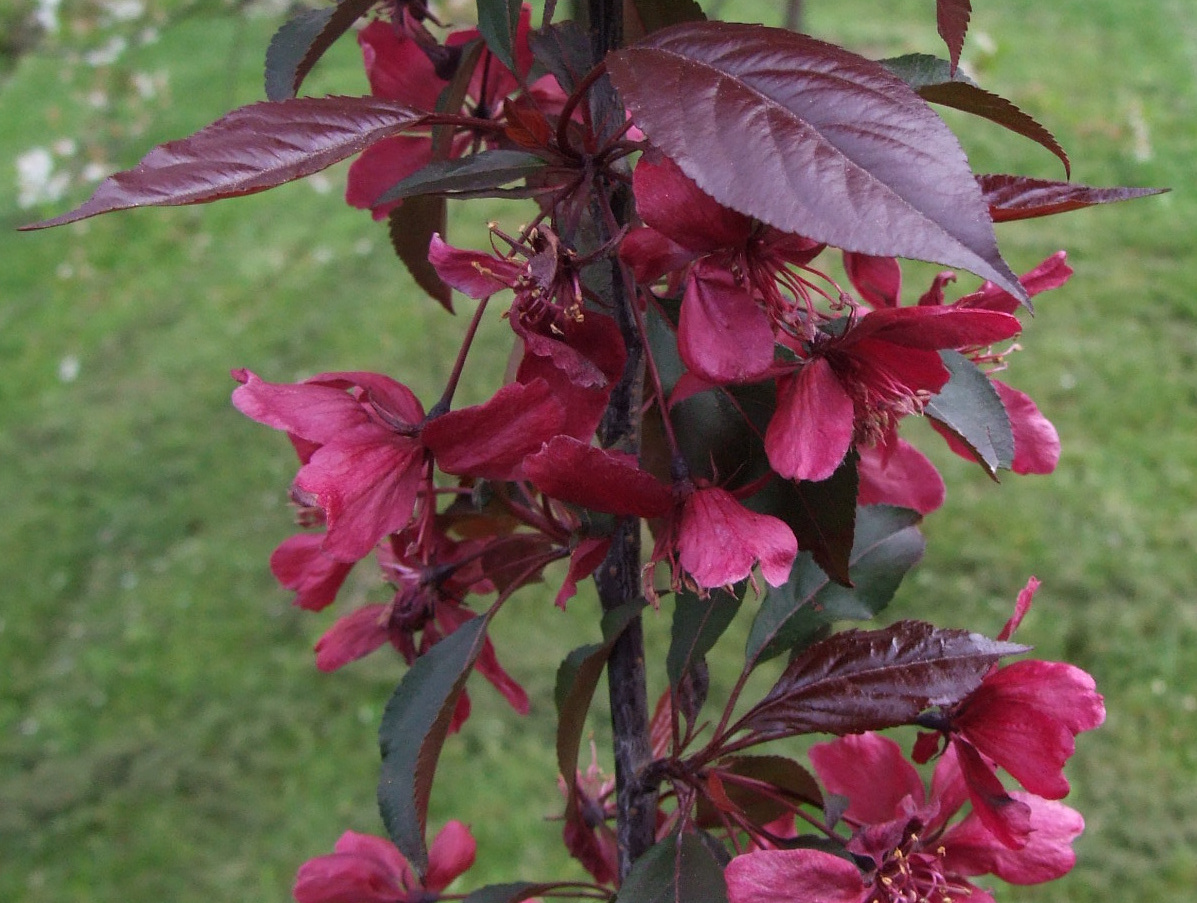
Jabloň purpurová, kultivar 'Royalty'

Pěstování jabloní začalo dávno před naším letopočtem; na počátku našeho letopočtu byla jablka velmi oblíbená u Římanů. Římané jabloně uměli i roubovat. Na českém území se s určitostí začaly jabloně pěstovat v 9. století. Další rozkvět pěstování byl během vlády Karla IV. V českých zemích byl dalším mezníkem rozvoje pěstování začátek 19. století, kdy také vznikla pomologická společnost, která registrovala odrůdy. Kromě pěstování na ovoce je rozšířeno i pěstování okrasné; hlavním dekorativním účinkem jabloní je kvetení, násada plodů, u některých též podzimní nebo celoroční olistění (například tmavě nachové u jabloně purpurové). Byly vyšlechtěny též plnokvěté kultivary, s atraktivními barevnými odstíny od sněhově bílých až po červené či purpurově hnědé.

### Tvarování a řez

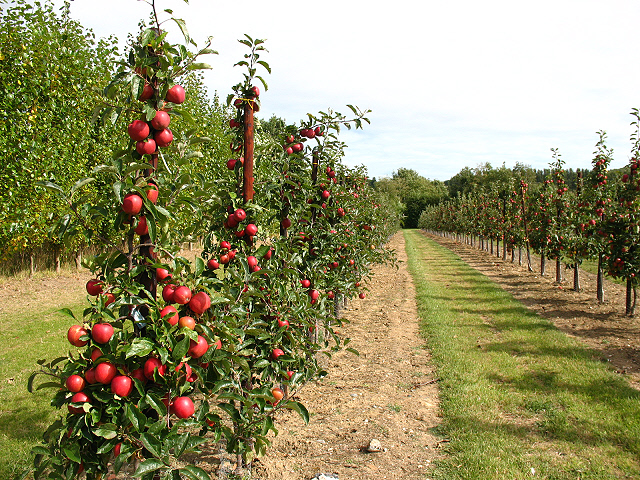
Intenzivní sad zákrskových tvarů jabloně

Při pěstování jabloní jsou využívány různé tvary ovocných dřevin, které se liší vedením výhonů, výškou štěpování nebo založení korunky a podobně. Různé odrůdy jabloní jsou různě tvarovány a udržovány i s ohledem na způsob růstu a tvoření plodů. Ve starých extenzivních sadech jsou většinou pěstovány vysokokmeny. Naopak pro silně zahuštěné krátkověké výsadby, kdy je cílem vysoký výnos z malé intenzivně ošetřované plochy, podobně jako je tomu u palmet (kordón), jsou vhodné menší a nižší tvary, například spur-typy, které se vyznačují méně bujným vzrůstem a krátkými internodii. Na počátku 21. století jsou vyšlechtěny sloupovité jabloně (jedná se o svislý kordon), sloupovité jabloně nazýváme též baleríny, kolumnární, sloupovité nebo sloupcovité jabloně.

### Poškození vlivem nízkých teplot
Vegetační klid jabloní nastává, když je pod 6 °C. Při teplotách nad 6 °C jabloně přerušují vegetační klid. Kritická teplota pro květ je přibližně -2 °C, pro poupě přibližně -1,5 °C až -4 °C. Dřevo zmrzne, když je přibližně -35 °C, za určitých okolností může být kritická teplota -10 °C až -20 °C, základní podmínkou pro zamrznutí při nižších teplotách je rychlá změna teplot. Při výrazně nízkých teplotách po období teplot kolem 0 °C může dojít k poškození mrazem. Při jasném počasí se osluněná část stromu zahřeje, při následném ochlazení během noci, okolo -15 °C, pak dojde poškození. Tvoří se mrazové trhliny, mrazové desky na kmeni. Významná jsou poškození květů vlivem chladného počasí během kvetení a mladých plůdků.